# Кийвит, Яан (младший)
Яан Ки́йвит — младший (эст. Jaan Kiivit; 19 февраля 1940, Раквере, — 31 августа 2005, Санкт-Петербург) — архиепископ эстонской евангелическо-лютеранской церкви в 1994—2005.
Родился в семье пастора (впоследствии архиепископа) ЭЕЛЦ Яана Кийвита. В 1959 году окончил среднюю школу и поступил в Теологический институт ЭЕЛЦ. В 1964 году поставлен викарием церкви Святого Духа в Таллине. В следующем году поставлен там же приходским пастором. 2 февраля 1966 рукоположён своим отцом в пасторы и назначен настоятелем той же общины. На этом посту он оставался до 1994 года.
С 1987 по 1994 год преподавал практическое богословие в Теологическом институте, в 1989—1991 годах служил куратором института, а в 1991—1992 годах его ректором.
С 1980 года был членом Консистории, в 1986 году стал асессором. С 1990 года был членом Совета Консистории. В 1990 и 1991 годах представлял ЭЕЛЦ в рабочей группе по возрождению факультета богословия в Тартуском университете. В 1989—1994 годах координировал сотрудничество ЭЕЛЦ и Североэльбской евангелическо-лютеранской церкви (NEK). С 1992 года возглавлял церковный Совет по внешним связям.
29 июня 1994 года избран архиепископом ЭЕЛЦ, а 31 октября 1994 Яан Кийвит был возведён в сан. 2 февраля 2005 он ушел в эмеритуру, и в этот день его сменил в должности архиепископа Эстонии Андрес Пыдер.
Скоропостижно скончался в Санкт-Петербурге. Похоронен в Таллине на кладбище Рахумяэ.